# SzWSM-Izmajłowo Moskwa
SzWSM-Izmajłowo Moskwa (ros. Женский Городской футбольный клуб «ШВСМ Измайлово» Москва, Żenskij Gorodskoj Futbolnyj Kłub "SzWSM-Izmajłowo" Moskwa) – rosyjski kobiecy klub piłkarski z siedzibą w Moskwie.

## Historia
Kobieca drużyna piłkarska SzWSM-Izmajłowo Moskwa została założona w Moskwie w 2007 przez władze miejskie Moskwy oraz Miejski Komitet Sportowy (ros. ШВСМ - Школа высшего спортивного мастерства, SzWSM - Szkoła Wysszego Sportiwnogo Mastierstwa). W 2007 klub debiutował w Wysszej Lidze, w której zajął 5 miejsce.

## Sukcesy
- Wysszaja Liga:

4 miejsce: 2009
- Puchar Rosji:

1/4 finału: 2008